# سيلين سويدر
مكرم سيلين سويدر (من مواليد 26 ديسمبر 1986)، ممثلة وناشطة وعارضة أزياء وحاملة لقب ملكة جمال تركية، توجت ملكة جمال العالم تركيا لعام 2007 ومثلت بلدها في مسابقة ملكة جمال العالم 2007 في سانيا، الصين.

## حياتها
ولدت سيلين في 26 ديسمبر عام 1986 بألسانجك بإزمير حيث أنها الطفل الأول والوحيد لأبوين هاجروا لبلدة يانيا. أنهت سيلين مدرستها الإبتدائية والإعدادية والثانوية (مدرسة سلمى ييتالب الثانوية) بإزمير.
وفي عام 2006 أنُتخبت كأفضل عارضة أزياء بتركيا في مسابقة ملكة جمال تركيا. وقد مثلت تركيا في جمهورية الصين الشعبية في مسابقة ملكة جمال الكون. وكانت سويدر في أول خمس مراكز بالمسابقة وجلبت لتركيا «جائزة أفضل زي وطني».
وفي عام 2007 أنُتخبت كملكة جمال تركيا في مسابقة ملكة جمال تركيا التي ينظمها تلفزيون ستار والتي شارك بها 1200 شخصاً. وفي عام 2007 مثلت تركيا في جزيرة سانيا بالصين ضمن 106 دولة شاركوا بمسابقة ملكات جمال العالم إلا إنها فشلت في أن تحتل مركزاً في أول خمس مراكز بالمسابقة.
وفي عام 2007 أصبحت عارضة أزياء بفاكو. وبعد ذلك توجهت لكندا من أجل تعليم اللغة الكندية. وعادت لتركيا في عام 2009. وبناءً على طلب والدها فقد سجُلت بالإذاعة وبدأت فترة تدريب بتلفزيون ستار.
وفي عام 2010 قامت بدور البطولة في مسلسل «الحب ما بين السماء والأرض» حيث أنه بُث على شاشة تلفزيون فوكس. وأنها مثلت لأول مرة في تاريخ الدراما التركية في مسلسل «ليلى دفري» حيث أنها قامت بدور شخصية توبراك.
وكانت طالبة بقسم التاريخ في جامعة المعلومات بإسطنبول.

## حياتها الخاصة
قبل انهيار الإمبراطورية العثمانية، في عام 1900، كانت عائلتها من أصل تركي هاجرت إلى إزمير من يوانينا (الآن في اليونان). وفي عام 2015، تزوجت من رجل الأعمال اليهودي التركي أورين فرانسيس.

## فيلموغرافيا (مسيرتها)
| العام                | الأعمال                                                    | الدور               | ملحوظات                                      |
| -------------------- | ---------------------------------------------------------- | ------------------- | -------------------------------------------- |
| تركيا عام 2007       | ملكة جمال تركيا (الإنتخابات - المعسكرات - يومياً - النهائي) | سيلين سويدر         | متسابقة بمسابقة قناة ستار التلفزيونية        |
| الصين عام 2007       | ملكة جمال العالم عام 2007                                  | سيلين سويدر         | ممثلة تركيا بالمسابقة                        |
| تركيا عام 2010       | الحب ما بين السماء والأرض                                  | توبراك كراجول       | ممثلة البطولة بالمسلسل التلفزيوني بقناة فوكس |
| تركيا عام 2011 -2014 | ليلى دفري                                                  | توبراك كراجول الجاز | ممثلة البطولة بالمسلسل التلفزيوني بقناة فوكس |

## جوائز
| العام | الجائزة                           | التصنيف                   | مسلسل - فيلم |
| ----- | --------------------------------- | ------------------------- | ------------ |
| 2006  | ملكة جمال الكون عام 2006          | أفضل زي وطني              |              |
| 2013  | جائزة المجلة السياسية التاسعة عشر | نجمة التلفزيون لهذا العام | ليلى دفري    |
| 2013  | جوائز المنظر الحسن الرابعة        | أفضل ممثلة                | ليلى دفري    |

## وصلات خارجية
- سيلين سويدر على موقع IMDb (الإنجليزية)
- سيلين سويدر على موقع ألو سيني (الفرنسية)
- سيلين سويدر على موقع قاعدة بيانات الفيلم (الإنجليزية)

صور ملكة جمال العالم عام 2007